# Закон о правах человека в КНДР
Закон о правах человека в КНДР (англ. North Korean Human Rights Act of 2004) — подписанный президентом США Джорджем Бушем-младшим 18 октября 2004 года закон, который должен облегчить для Соединённых Штатов защиту прав и свобод северокорейских беженцев путём:
- Оказания гуманитарной помощи Северной Корее изнутри;
- Предоставления грантов частным, некоммерческим организациям по содействию защиты прав человека, свободы, демократии, верховенства закона, а также развития рыночной экономики в Северной Корее;
- Повышение доступности информации внутри Северной Кореи;
- Оказание гуманитарной или юридической помощи для северных корейцев, которые бежали из Северной Кореи.

## История закона
Закон о правах человека в КНДР 2004 года был первоначально составлен сенатором Сэмом Браунбэком в ответ на «одну из самых страшных трагедий в области прав человека в мире». Хотя это и не указано, но в соответствии с законопроектом Браунбэка, Закон «призывает Верховного комиссара Организации Объединенных Наций по делам беженцев требовать соблюдения прав северокорейских беженцев в Китае, и призывает повысить дипломатическое давление на Китай, чтобы он полностью изменил свою политику захвата и репатриации северокорейских беженцев в КНДР. Китай должен прекратить закрывать глаза на страдания и преследования граждан со стороны своего соседа».

## Реализация
Закон был разработан в Государственном департаменте по защите прав человека в КНДР (англ. State Department focused on North Korean human rights). В офис администрации Джорджа Буша прибыл специальный посланник Джей Лефковиц. В заключение работы администрации, Лефковиц опубликовала окончательный вариант отчёта о событиях в области прав человека и тем самым закон вступил в силу.
5 мая 2006 года шесть неназванных северных корейцев получили статус беженца в Соединённых Штатах, тем самым впервые США приняли беженцев оттуда, поскольку Закон о правах человека в Северной Корее был подписан в октябре 2004 года. Группа, которая прибыла из неназванной страны Юго-Восточной Азии, состояла из четырёх женщин, которые заявляли, что они стали жертвами принудительных браков.
По состоянию на 15 сентября 2008 года 63 северокорейских беженца получили разрешение на въезд в Соединенные Штаты, одним из которых был человек с псевдонимом Ким Ми-джа (англ. Kim Mi-ja), который стал первым северокорейским перебежчиком, получившим постоянное место жительства в США без интервью.